# Manuela Marxer
Manuela Marxer (* 5. August 1965 in Mauren) ist eine ehemalige  liechtensteinische Leichtathletin, die viermal an Olympischen Spielen teilnahm. Sie war über Jahre die einzige Leichtathletin aus Liechtenstein, die bei internationalen Veranstaltungen mithalten konnte.
Ihren internationalen Einstand gab Manuela Marxer aus Schaanwald bei den Olympischen Spielen 1984 in Los Angeles, als sie im Siebenkampf mit 4913 Punkten den 20. Platz erreichte. Vier Jahre später bei den Olympischen Spielen 1988 startete sie im 100-Meter-Hürdenlauf und schied mit 14,38 s im Vorlauf aus. 1990 belegte sie bei den Europameisterschaften in Split mit 5837 Punkten den 13. Platz im Siebenkampf. Bei den Olympischen Spielen 1992 in Barcelona trat Marxer erneut im Siebenkampf an und platzierte sich mit 5749 Punkten auf Platz 24. Nachdem sie 1994 beim Mösle Mehrkampf-Meeting in Götzis als Zwölfte mit 6093 Punkten den noch heute gültigen liechtensteinischen Rekord aufgestellt hatte, konnte sie bei den Europameisterschaften 1994 in Helsinki ebenfalls den zwölften Platz erreichen, wobei sie mit 6045 Punkten nah an ihren Rekord herankam. 1996 in Atlanta startete Manuela Marxer bei ihren vierten Olympischen Spielen, gab aber nach dem ersten Siebenkampf-Tag auf. Marxer trat auch mehrfach bei Leichtathletik-Weltmeisterschaften an, konnte dort aber keinen Siebenkampf beenden.
Sie stellte nicht nur im Siebenkampf Landesrekorde auf; am 31. Dezember 2006 hielt sie ausserdem noch die Landesrekorde im 100-Meter-Lauf (11,84 s), im 100-Meter-Hürdenlauf (13,38 s), Weitsprung (6,13 m) und im Kugelstossen (13,53 m).
Als Mitglied des Turnvereins Länggasse Bern war Marxer bei den Schweizer Leichtathletikmeisterschaften startberechtigt. Im Siebenkampf gewann sie insgesamt sechs Titel: 1990–1994 und 1996. Zusätzlich gewann sie 1992 im 100-Meter-Hürdenlauf und 1993 im Weitsprung. Während ihrer sportlichen Karriere wurde sie in den Jahren 1990 bis 1994 insgesamt viermal in Folge zur Sportlerin des Jahres in Liechtenstein gewählt.
Manuela Marxer hatte bei einer Körpergrösse von 1,74 m ein Wettkampfgewicht von 62 kg. Heute lebt sie mit Ehemann und Tochter in Gossau ZH (Schweiz).